# Československo na Letních olympijských hrách 1932
Československo na Letních olympijských hrách 1932 v kalifornském Los Angeles reprezentovalo sedm sportovců.
Nejmladším účastníkem byl běžec Andrej Engel (22 let, 172 dní), nejstarším pak vzpěrač Jaroslav Skobla (33 let, 106 dní). Reprezentanti vybojovali 4 medaile, z toho 1 zlatou, 2 stříbrné a 1 bronzovou.

## Československé medaile

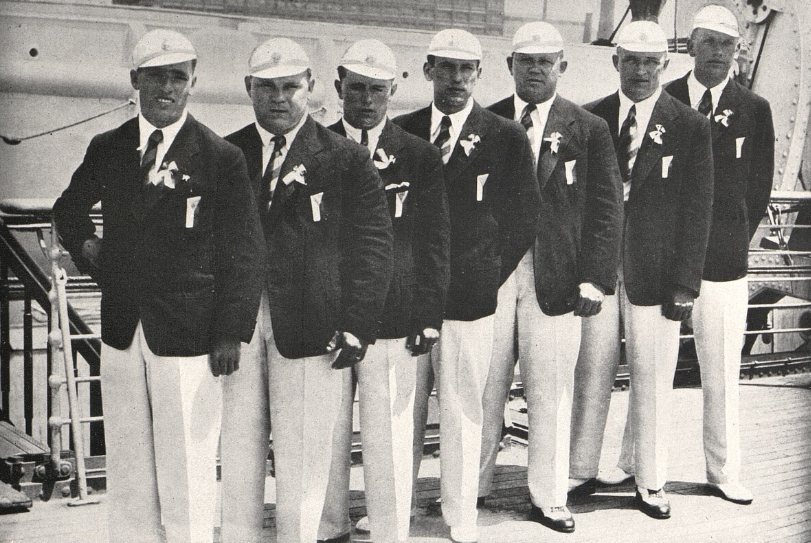
Olympionici po příjezdu do New Yorku na lodi Europa (Hekš, Pšenička, Maudr, Engel, Skobla, Urban a Douda)

| Medaile | Jméno           | Sport    | Disciplína               |
| ------- | --------------- | -------- | ------------------------ |
| Zlato   | Jaroslav Skobla | Vzpírání | těžká váha               |
| Stříbro | Václav Pšenička | Vzpírání | těžká váha               |
| Stříbro | Josef Urban     | Zápas    | řecko-římský, těžká váha |
| Bronz   | František Douda | Atletika | Muži vrh koulí           |

## Seznam všech zúčastněných sportovců
| Číslo | Jméno           | Pohlaví | Věk | Sport    |
| ----- | --------------- | ------- | --- | -------- |
| 1     | Oskar Hekš      | Muž     | 24  | Atletika |
| 2     | Andrej Engel    | Muž     | 22  | Atletika |
| 3     | František Douda | Muž     | 23  | Atletika |
| 4     | Václav Pšenička | Muž     | 25  | Vzpírání |
| 5     | Jaroslav Skobla | Muž     | 33  | Vzpírání |
| 6     | Jindřich Maudr  | Muž     | 26  | Zápas    |
| 7     | Josef Urban     | Muž     | 33  | Zápas    |

Dále bylo zasláno do Los Angeles větší množství uměleckých děl do olympijských uměleckých soutěží, a to od těchto autorů a s těmito výsledky:
| Jméno                           | Pohlaví | Věk     | Obor                         |
| ------------------------------- | ------- | ------- | ---------------------------- |
| Ferdinand Balcárek & Karel Kopp | Muž     | 27 & 28 | Architektura                 |
| Alois Dryák                     | Muž     | 60      | Architektura (čestné uznání) |
| Josef Suk                       | Muž     | 58      | Hudba                        |
| Miroslav Bedřich Böhnel         | Muž     | 46      | Literatura                   |
| František Hoplíček              | Muž     | 42      | Malířství                    |
| Antonín Landa                   | Muž     | 33      | Malířství                    |
| Hugo Siegmüller                 | Muž     |         | Malířství                    |
| Max Švabinský                   | Muž     | 58      | Malířství                    |
| Ludvík Vacátko                  | Muž     | 58      | Malířství                    |
| Josef Drahoňovský               | Muž     | 55      | Sochařství                   |
| Jan Kavan                       | Muž     |         | Sochařství                   |
| Harriet Folkman                 | Žena    |         | Sochařství                   |
| Karel Lidický                   | Muž     | 32      | Sochařství                   |
| Josef Mařatka                   | Muž     | 58      | Sochařství                   |
| Jakub Obrovský                  | Muž     | 49      | Sochařství                   |
| Antonín Odehnal                 | Muž     | 53      | Sochařství                   |
| Olda Žák                        | Muž     | 31      | Sochařství                   |